# Herrlisheim-près-Colmar
Herrlisheim-près-Colmar è un comune francese di 1 796 abitanti situato nel dipartimento dell'Alto Reno nella regione del Grand Est.

## Società

### Evoluzione demografica
Abitanti censiti